# Laznica
Laznica (srbsky Лазница, rumunsky Laznița) je vesnice ve východní části Srbska, administrativně spadající pod opštinu Žagubica. Vesnice leží nedaleko pohoří Beljanica (severně od něj). Jedná se o sídlo, které je soustředěné na hranici rozsáhlého lesa a kulturně obdělávané krajiny.
Z národnostního hlediska je obyvatelstvo v drtivé většině vlašské národnosti (přes 60 %). Zatímco v roce 1953 byla domovem pro téměř tři tisíce osm set obyvatel, v roce 2011 zde žilo jen 1180 osob.
První písemná zmínka o vesnici pochází ještě z doby před příchodem Turků na Balkán (ze 14. století). Místní kostel byl postaven v roce 1939.